# Saison 2017 de l'équipe cycliste UAE Emirates
La saison 2017 de l'équipe cycliste UAE Emirates est la dix-neuvième de cette équipe, la première sous cette appellation et nationalité.

## Préparation de la saison 2017

### Sponsors et financement de l'équipe
Après avoir porté le nom de son principal sponsor, Lampre, pendant dix-huit ans, l'équipe change de nom et de financeur en 2017. Elle est désormais financée par l'entreprise émiratie Kopaonik Property Investment LLC, présidée par Matar Suhail Al Yabhouni Al Dhaheri. Celui-ci a été sollicité en décembre 2016 par Mauro Gianetti, après que l'entreprise chinoise TJ sport, annoncée nouveau sponsor principal au cours de l'année 2016, s'est rétractée,. En début de saison, l'équipe porte ainsi le nom des Émirats arabes unis (UAE pour United Arab Emirates en anglais) et de sa capitale Abou Dabi. En février, la compagnie aérienne Emirates s'engage comme sponsor éponyme. Cela permet à l'équipe, appelée désormais UAE Team Emirates, d'accroître son budget, estimé à 15 à 20 millions d'euros. Avant l'arrivée d'Emirates, celui-ci s'élevait à une dizaine de millions d'euros, ce qui en faisait l'un des plus faibles budgets de l'UCI World Tour,.
Le maillot conçu par Champion System, est noir et blanc et arbore, sur le torse, le drapeau des Émirats arabes unis, ainsi que la silhouette de la mosquée Cheikh Zayed. Les sponsors techniques de l'équipe sont italiens : elle roule sur des vélo Colnago, équipés de composants Campagnolo, de selles Sella Italia, de pneus Vittoria et les coureurs portent des casques Met.

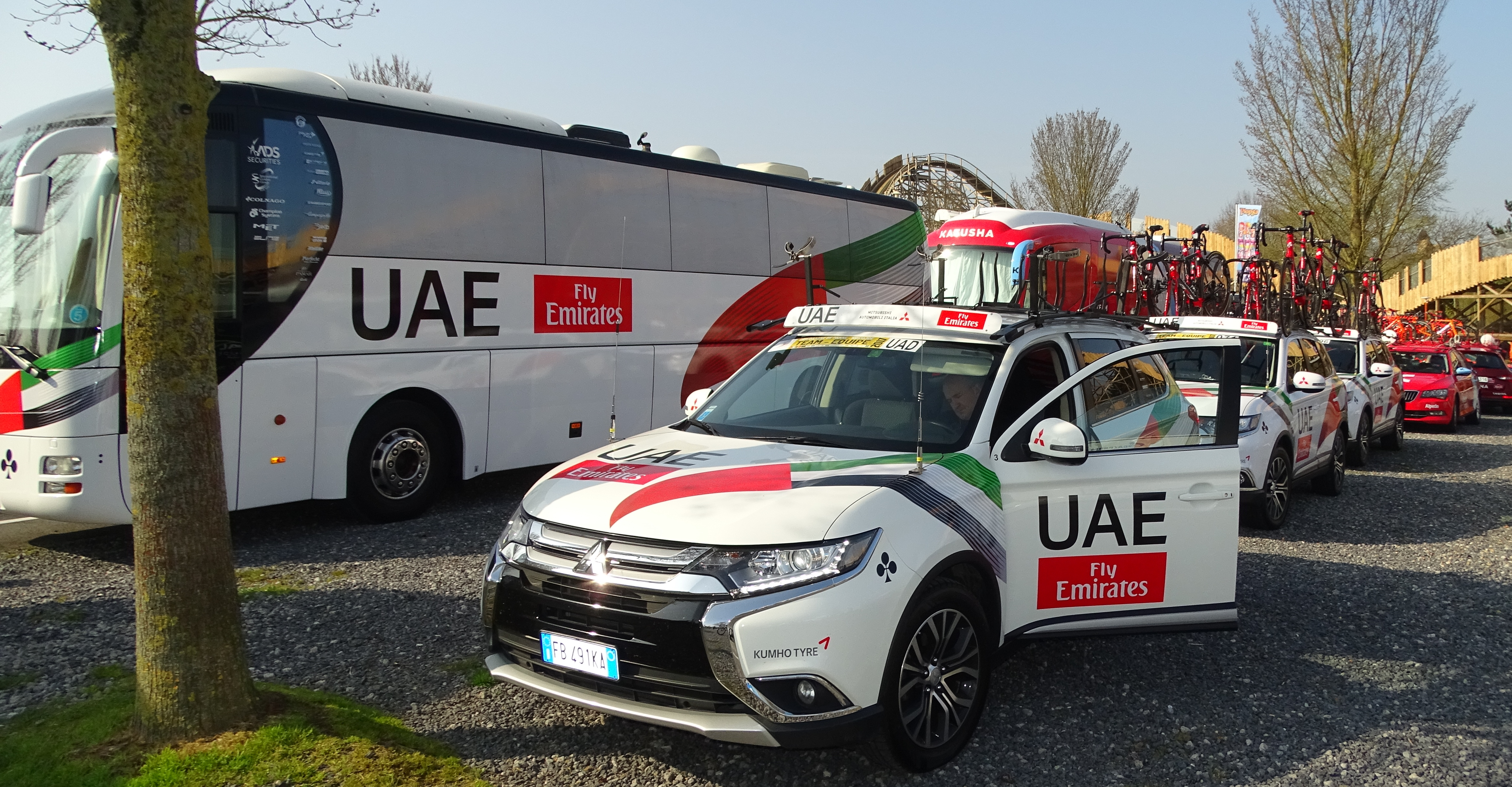
Véhicules de l'équipe lors des Trois Jours de La Panne.
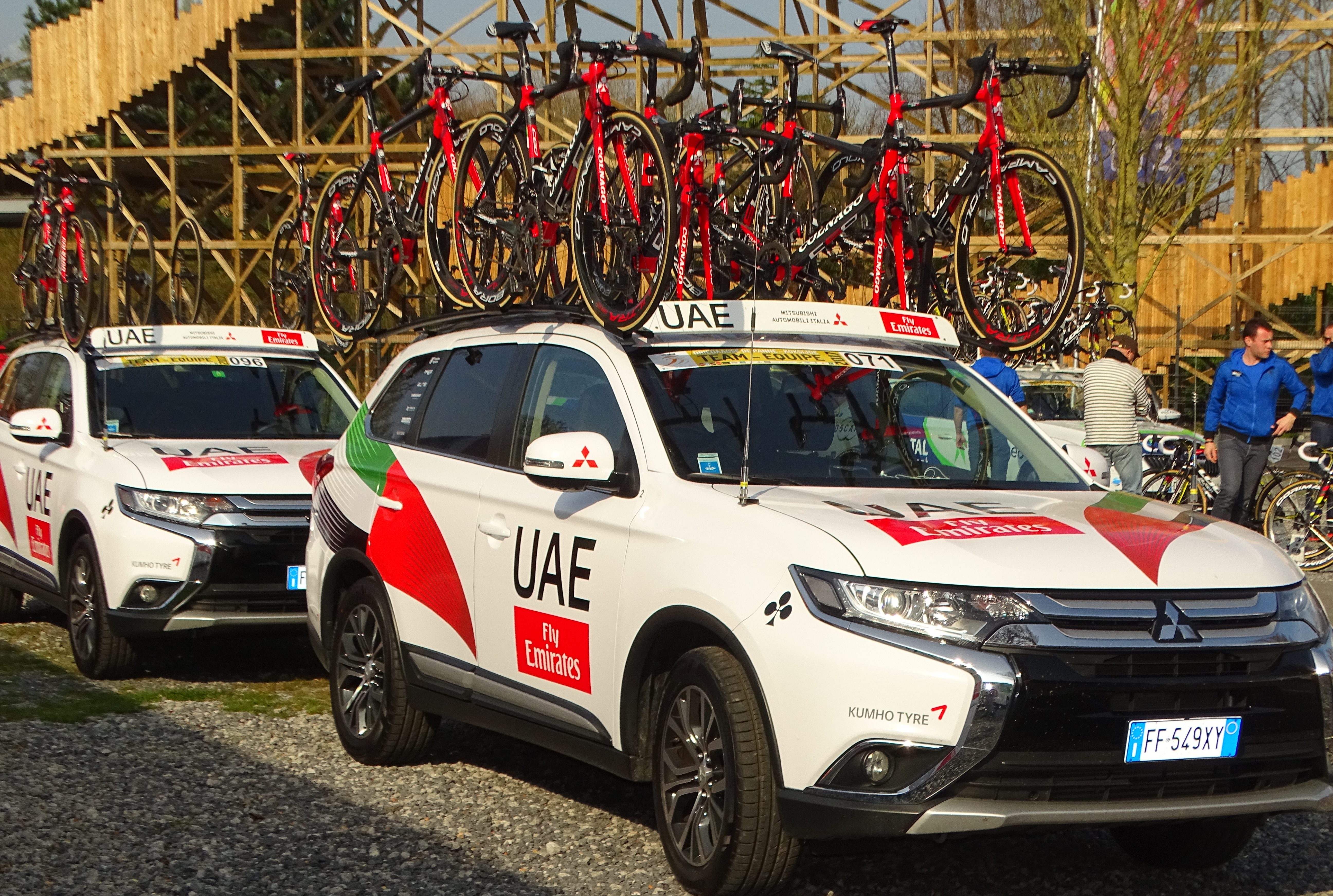
Véhicules et vélos de l'équipe lors des Trois Jours de La Panne.

### Arrivées et départs
| Arrivées             | Équipe 2016                |
| -------------------- | -------------------------- |
| Anass Aït El Abdia   | Centre mondial du cyclisme |
| Darwin Atapuma       | BMC Racing                 |
| Simone Consonni      | Colpack                    |
| Filippo Ganna        | Colpack                    |
| Andrea Guardini      | Astana                     |
| Vegard Stake Laengen | IAM                        |
| Marco Marcato        | Wanty-Groupe Gobert        |
| Yousif Mirza         | Al Nasr Dubaï              |
| Edward Ravasi        | Colpack                    |
| Ben Swift            | Sky                        |
| Oliviero Troia       | Colpack                    |

| Départs         | Équipe 2017                   |
| --------------- | ----------------------------- |
| Yukiya Arashiro | Bahrain-Merida                |
| Mattia Cattaneo | Androni Giocattoli            |
| Davide Cimolai  | FDJ                           |
| Mário Costa     | retraite                      |
| Chun Kai Feng   | Bahrain-Merida                |
| Xu Gang         |                               |
| Tsgabu Grmay    | Bahrain-Merida                |
| Ilia Koshevoy   | Wilier Triestina-Selle Italia |
| Luka Pibernik   | Bahrain-Merida                |

## Déroulement de la saison
L'équipe commence sa saison en Australie, le 15 janvier, avec la People's Choice Classic suivie du Tour Down Under. Ben Swift, Diego Ulissi et Louis Meintjes y sont les leaders. Sixième d'étape à Paracombe puis quatrième à Willunga, Ulissi termine cinquième du classement général. Lors des arrivées au sprint, Marko Kump se classe troisième de la dernière étape et quatrième de la première, et Ben Swift quatrième de la quatrième étape. Vegard Stake Laengen reçoit le prix de la combativité de la troisième étape.
Rui Costa apporte à l'équipe sa première victoire de la saison en remportant fin janvier l'« étape-reine » du Tour de San Juan en Argentine. Il termine cinquième du classement général de cette course.
La semaine suivante, UAE Abu Dhabi dispute le Dubaï Tour, sa première course aux Émirats arabes unis. L'Émirien Yousif Mirza y fait ses débuts sous le maillot de l'équipe. Il est le mieux placé au classement général, à la treizième place. UAE Abu Dhabi termine à la première place du classement par équipes.
Au Grand Prix de la côte étrusque, où UAE Abu Dhabi est la seule équipe World Tour présente, Diego Ulissi attaque seul à 15 km de l'arrivée, résiste à ses poursuivants et s'impose avec quatorze secondes d'avance.

## Coureurs et encadrement technique

### Effectif
| Cycliste               | Date de naissance  | Nationalité         | Équipe 2016                  |  |
| ---------------------- | ------------------ | ------------------- | ---------------------------- |  |
| Anass Aït El Abdia     | 21 mars 1993       | Maroc               | Centre mondial du cyclisme   |  |
| Darwin Atapuma         | 15 janvier 1988    | Colombie            | BMC Racing                   |  |
| Matteo Bono            | 11 novembre 1983   | Italie              | Lampre-Merida                |  |
| Simone Consonni        | 12 septembre 1994  | Italie              | Colpack                      |  |
| Valerio Conti          | 30 mars 1993       | Italie              | Lampre-Merida                |  |
| Rui Costa              | 5 octobre 1986     | Portugal            | Lampre-Merida                |  |
| Kristijan Đurasek      | 26 juillet 1987    | Croatie             | Lampre-Merida                |  |
| Roberto Ferrari        | 9 mars 1983        | Italie              | Lampre-Merida                |  |
| Filippo Ganna          | 25 juillet 1996    | Italie              | Colpack                      |  |
| Andrea Guardini        | 12 juin 1989       | Italie              | Astana                       |  |
| Marko Kump             | 9 septembre 1988   | Slovénie            | Lampre-Merida                |  |
| Vegard Stake Laengen   | 7 février 1989     | Norvège             | IAM                          |  |
| Marco Marcato          | 11 février 1984    | Italie              | Wanty-Groupe Gobert          |  |
| Louis Meintjes         | 21 février 1992    | Afrique du Sud      | Lampre-Merida                |  |
| Yousif Mirza           | 8 octobre 1988     | Émirats arabes unis | Al Nasr Dubaï                |  |
| Sacha Modolo           | 19 juin 1987       | Italie              | Lampre-Merida                |  |
| Matej Mohorič          | 19 octobre 1994    | Slovénie            | Lampre-Merida                |  |
| Manuele Mori           | 9 août 1980        | Italie              | Lampre-Merida                |  |
| Przemysław Niemiec     | 11 avril 1980      | Pologne             | Lampre-Merida                |  |
| Simone Petilli         | 4 mai 1993         | Italie              | Lampre-Merida                |  |
| Jan Polanc             | 17 mars 1992       | Slovénie            | Lampre-Merida                |  |
| Edward Ravasi          | 5 juin 1994        | Italie              | Colpack                      |  |
| Ben Swift              | 5 novembre 1987    | Royaume-Uni         | Sky                          |  |
| Oliviero Troia         | 1er septembre 1994 | Italie              | Colpack                      |  |
| Diego Ulissi           | 15 juillet 1989    | Italie              | Lampre-Merida                |  |
| Federico Zurlo         | 25 février 1994    | Italie              | Lampre-Merida                |  |
| Stagiaire              | Date de naissance  | Nationalité         | Équipe 2017                  |  |
| Seid Lizde             | 8 juillet 1995     | Italie              | Colpack                      |  |
| Aliaksandr Riabushenko | 12 octobre 1995    | Biélorussie         | Palazzago Soligo Amarù Sirio |  |
| Francesco Romano       | 9 juillet 1997     | Italie              | Palazzago Soligo Amarù Sirio |  |

## Bilan de la saison

### Victoires
| Victoires | Victoires                                                                    | Victoires           | Victoires | Victoires         | Victoires |
| Date      | Course                                                                       | Pays                | Classe    | Vainqueur         |           |
| --------- | ---------------------------------------------------------------------------- | ------------------- | --------- | ----------------- | --------- |
| 27 janv.  | 5e étape du Tour de San Juan                                                 | Argentine           | 2.1       | Rui Costa         |           |
| 5 fév.    | Grand Prix de la côte des Étrusques                                          | Italie              | 1.1       | Diego Ulissi      |           |
| 25 fév.   | 3e étape du Tour d'Abou Dabi                                                 | Émirats arabes unis | 2.UWT     | Rui Costa         |           |
| 26 fév.   | Classement général, Tour d'Abou Dabi                                         | Émirats arabes unis | 2.UWT     | Rui Costa         |           |
| 18 avr.   | 1re étape du Tour de Croatie                                                 | Croatie             | 2.1       | Sacha Modolo      |           |
| 19 avr.   | 2e étape du Tour de Croatie                                                  | Croatie             | 2.1       | Kristijan Đurasek |           |
| 23 avr.   | 6e étape du Tour de Croatie                                                  | Croatie             | 2.1       | Sacha Modolo      |           |
| 9 mai     | 4e étape du Tour d'Italie                                                    | Italie              | 2.UWT     | Jan Polanc        |           |
| 8 juin    | Grand Prix du canton d'Argovie                                               | Suisse              | 1.HC      | Sacha Modolo      |           |
| 9 juin    | Contre-la-montre masculin aux championnats de Slovénie de cyclisme sur route | Slovénie            | CN        | Jan Polanc        |           |
| 30 juill. | 2e étape du Tour de Pologne                                                  | Pologne             | 2.UWT     | Sacha Modolo      |           |
| 25 août   | 7e étape du Tour d'Espagne                                                   | Espagne             | 2.UWT     | Matej Mohorič     |           |
| 10 sept.  | Grand Prix cycliste de Montréal                                              | Canada              | 1.UWT     | Diego Ulissi      |           |
| 8 oct.    | Sun Hung Kai Properties Hong Kong Challenge                                  | Hong Kong           | 1.1       | Matej Mohorič     |           |
| 13 oct.   | 4e étape du Tour de Turquie                                                  | Turquie             | 2.UWT     | Diego Ulissi      |           |
| 15 oct.   | Classement général, Tour de Turquie                                          | Turquie             | 2.UWT     | Diego Ulissi      |           |

### Résultats sur les courses majeures
Les tableaux suivants représentent les résultats de l'équipe dans les principales courses du calendrier international (les cinq classiques majeures et les trois grands tours). Pour chaque épreuve est indiqué le meilleur coureur de l'équipe, son classement ainsi que les accessits glanés par UAE Abu Dhabi sur les courses de trois semaines.

#### Monuments
| Classique            | Milan-San Remo  | Tour des Flandres | Paris-Roubaix       | Liège-Bastogne-Liège | Tour de Lombardie  |
| -------------------- | --------------- | ----------------- | ------------------- | -------------------- | ------------------ |
| Coureur (classement) | Ben Swift (17e) | Sacha Modolo (6e) | Marco Marcato (26e) | Rui Costa (14e)      | Diego Ulissi (21e) |

#### Grands tours
| Grand tour           | Tour d'Italie                   | Tour de France      | Tour d'Espagne                     |
| -------------------- | ------------------------------- | ------------------- | ---------------------------------- |
| Coureur (classement) | Jan Polanc (11e)                | Louis Meintjes (8e) | Louis Meintjes (12e)               |
| Accessits            | 1 victoire d'étape (Jan Polanc) | -                   | 1 victoire d'étape (Matej Mohorič) |

### Classement UCI
UAE Team Emirates termine à la 12e place du classement par équipes du World Tour avec 5494 points. Ce total est obtenu par l'addition des points de ses coureurs au classement individuel. Le coureur de l'équipe le mieux classé est Diego Ulissi, 16e avec 1569 points.
| Rang | Coureur              | Points |
| ---- | -------------------- | ------ |
| 16   | Diego Ulissi         | 1569   |
| 38   | Rui Costa            | 929    |
| 52   | Louis Meintjes       | 758    |
| 99   | Sacha Modolo         | 364    |
| 110  | Jan Polanc           | 296    |
| 117  | Matej Mohorič        | 259    |
| 136  | Darwin Atapuma       | 180    |
| 138  | Valerio Conti        | 174    |
| 146  | Vegard Stake Laengen | 155    |
| 148  | Ben Swift            | 155    |
| 161  | Marko Kump           | 130    |
| 164  | Simone Consonni      | 125    |
| 199  | Marco Marcato        | 88     |
| 213  | Roberto Ferrari      | 76     |
| 214  | Przemyslaw Niemiec   | 75     |
| 224  | Simone Petilli       | 71     |
| 306  | Kristijan Đurasek    | 29     |
| 331  | Manuele Mori         | 23     |
| 379  | Anass Aït El Abdia   | 10     |
| 380  | Edward Ravasi        | 10     |
| 386  | Federico Zurlo       | 8      |
| 397  | Matteo Bono          | 5      |
| 407  | Oliviero Troia       | 5      |